# Sacramenia
Sacramenia ist ein Ort und eine nordspanische Gemeinde (municipio) mit 330 Einwohnern (Stand: 2024) in der Provinz Segovia in der Autonomen Gemeinschaft Kastilien-León.

## Lage und Klima
Die Gemeinde Sacramenia liegt etwa 57 km (Fahrtstrecke) nordnordöstlich von Segovia in einer mittleren Höhe von ca. 835 m. Das Klima ist im Winter rau, im Sommer dagegen gemäßigt bis warm; Regen (ca. 499 mm/Jahr) fällt übers Jahr verteilt.

## Bevölkerungsentwicklung
| Jahr      | 1970 | 1981 | 1991 | 2001 | 2011 | 2021 |
| Einwohner | 1403 | 879  | 616  | 542  | 501  | 373  |

## Sehenswürdigkeiten
- Zisterzienser-Klosteranlage Santa María la Real de Sacramenia, 1142 gestiftet, 1835 aufgelöst
- Marinenkirche
- Ruine der Michaeliskirche
- Martinskirche
- Annenkapelle
- Martinskapelle
- Rathaus

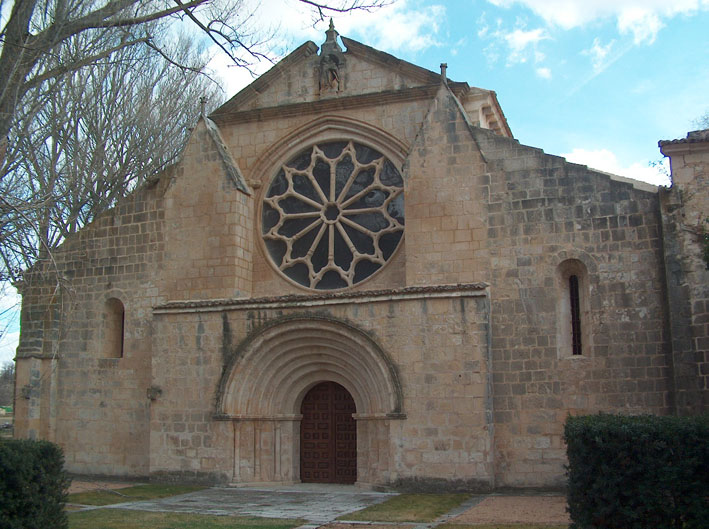
Klosterkirche
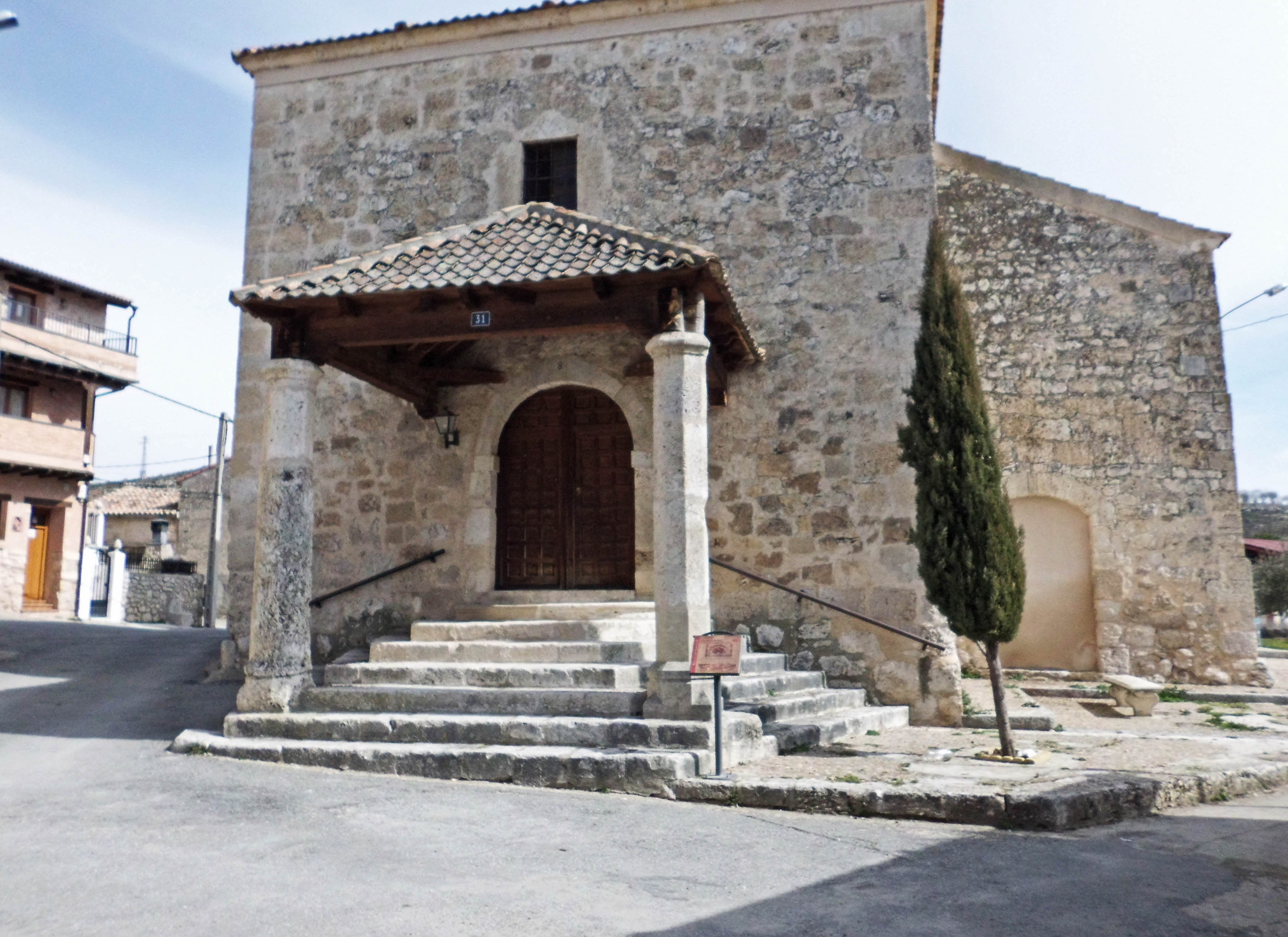
Marinenkirche
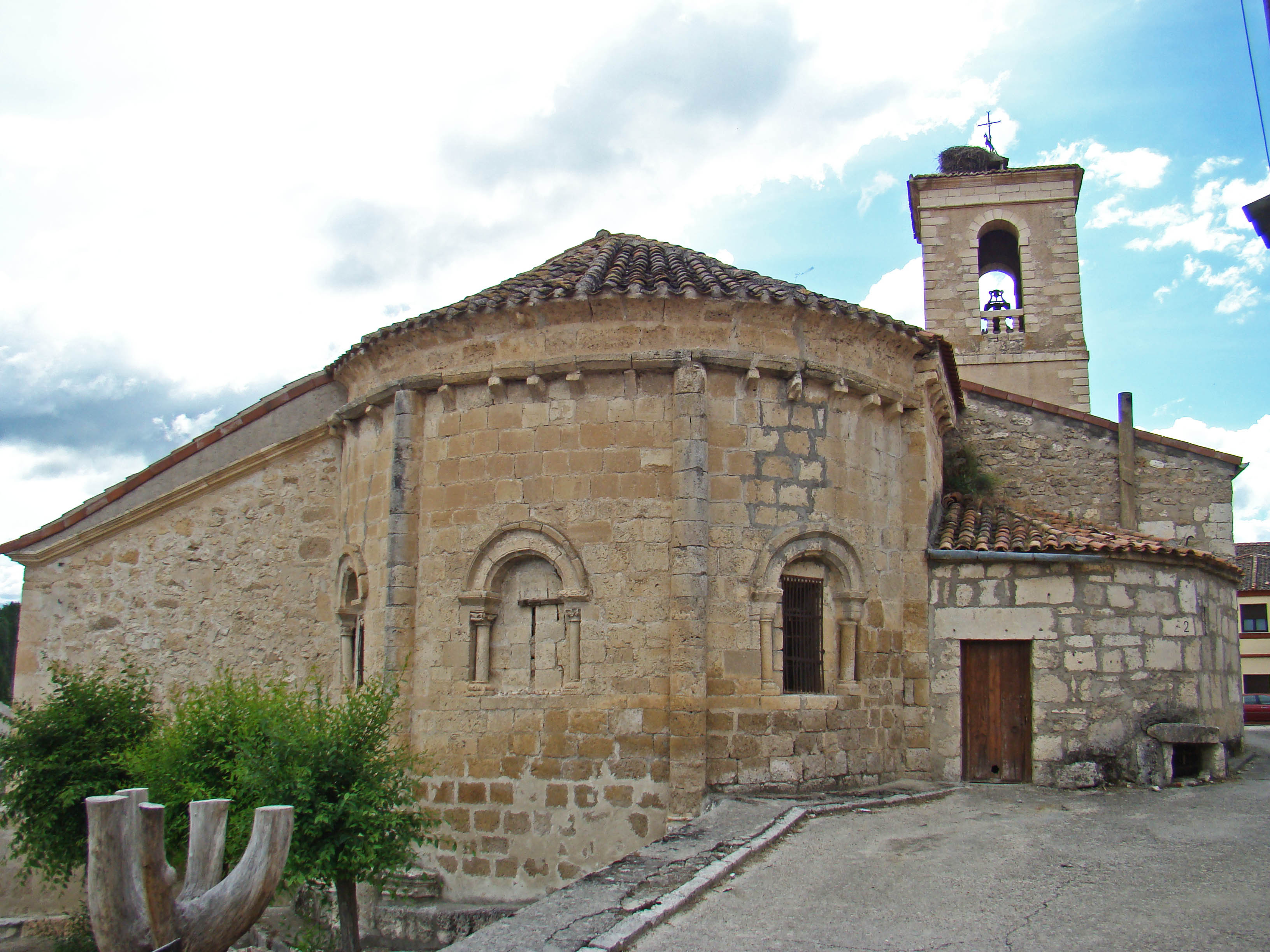
Martinskirche
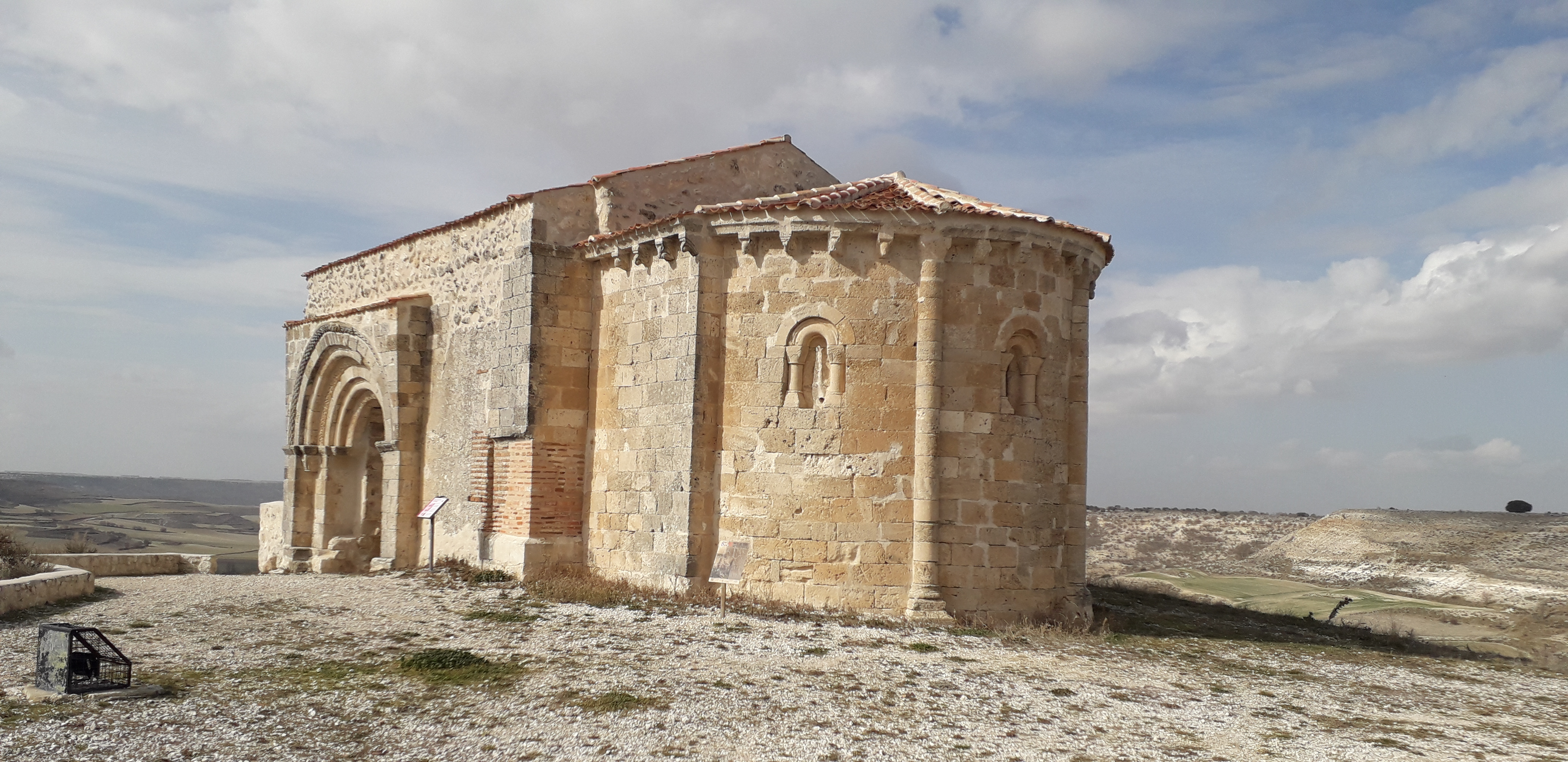
Ruine der Michaeliskirche
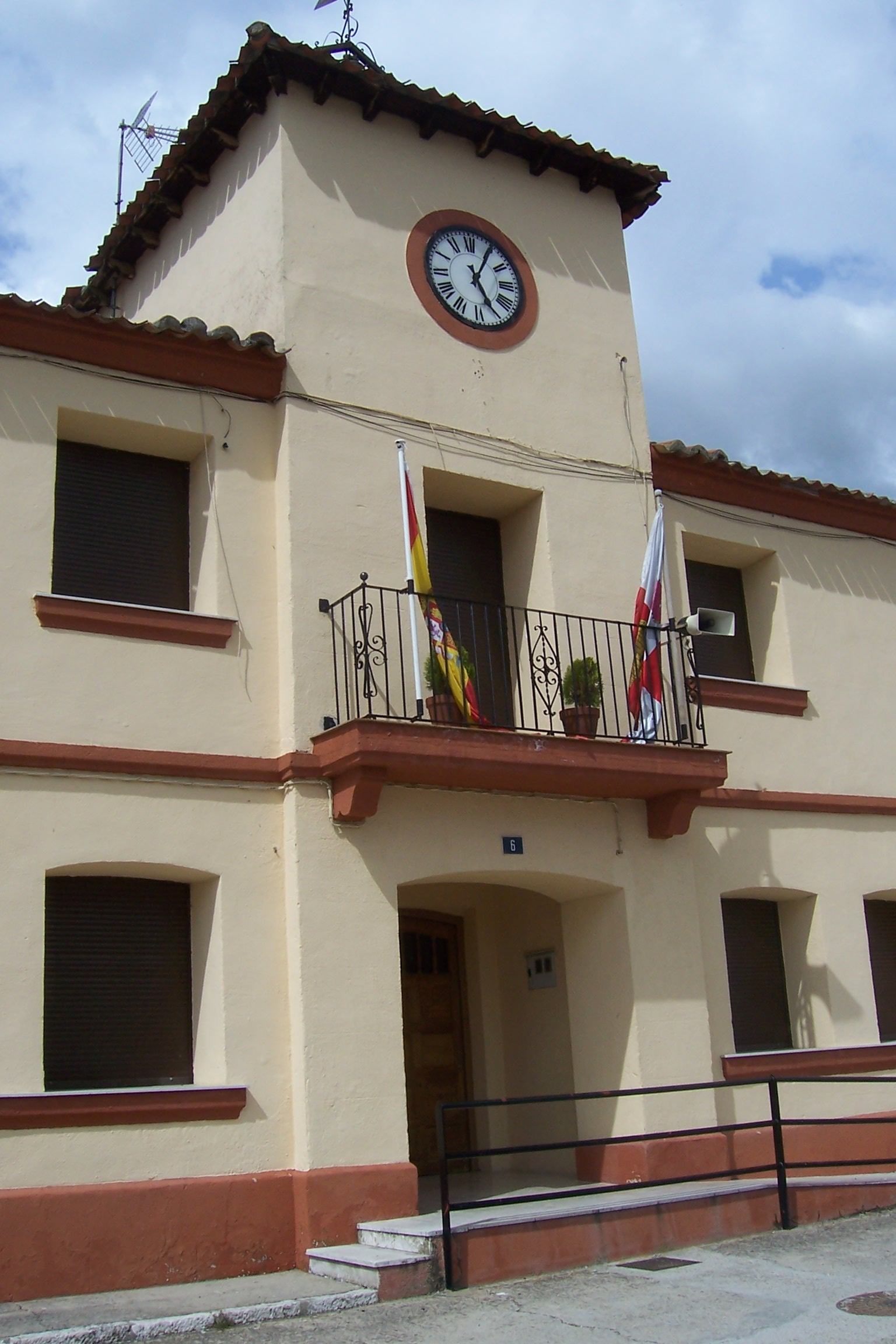
Rathaus